# Lepidophyma ramirezi
Lepidophyma ramirezi (тропічна нічна ящірка Раміреса) — вид сцинкоподібних ящірок родини нічних ящірок (Xantusiidae). Ендемік Мексики. Описаний у 2021 році.

## Поширення й екологія
Тропічні нічні ящірки Раміреса мешкають у західній і центральній частинах Чіапасу, а також у сусідніх районах на південному заході Табаско. Вони живуть у листяних і вічнозелених тропічних лісах, гірських хмарних лісах і вторинних лісах, трапляються в каньйонах, печерах і скельних ущелинах, на висоті від 70 до 1100 м над рівнем моря.